# پتروپویه
پتروپویه (به صربی: Petropolje) یک منطقهٔ مسکونی در صربستان است که در کرالیفو واقع شده‌است.